# برانگیزش الکترون
برانگیزش الکترون انتقال یک الکترون از لایه‌ای با انرژی کمتر به حالت پرانرژی تر، اما به صورت محدود و کوانتومی است. این را می‌توان با تحریک نوری (PE)، وقتی فوتون تابیده شده و توسط الکترون جذب می‌شود و انرژی آن زیاد می‌شود. یا با تحریک برخوردی (CE)، زمانی که الکترون‌ها بهم برخورد می‌کنند و از برخورد یک الکترون با یک الکترون پرانرژی تر انرژی می‌گیرند. در یک شبکه کریستالی نیمه رسانا برانگیزش حرارتی روشی است که در آن با افزایش دما، ارتعاشات شبکه انرژی کافی برای انتقال الکترون‌ها را به یک باند انرژی بالاتر مانند یک سطح انرژی را فراهم می‌کند. وقتی که یک الکترون تحریک شده به حالت پایدار خود با انرژی کمتر برمیگرد، تحت آرامش الکترون قرار می‌گیرد. این با تابش یک فوتون (انتشار خود به خود) یا با انتقال انرژی به ذره دیگر همراه می‌باشد. انرژی آزاد شده با اختلاف سطوح انرژی بین حالات مختلف انرژی الکترون برابر می‌باشد.
به طورعمومی برانگیختن الکترون در اتم بسیار با برانگیزش در جامدات متفاوت است، به دلیل ماهیت متفاوت سطوح الکترونی و خواص ساختاری برخی از جامدات. برانگیزش الکترون می‌تواند توسط چندین پروسه انجام شود مانند:
- برخورد با الکترون‌های پرانرژی تر (بازترکیب اوگر، یونیزاسیون ضربه، …)
- جذب / گسیل یک فوتون
- جذب چندین فوتون (به اصطلاح یونیزاسیون چند فوتونی)؛ به عنوان مثال، نور لیزر شبه تک رنگ.

چندین قانون وجود دارد که انتقال الکترون به حالت برانگیخته را به ما گوشزد می‌کند که به عنوان قوانین انتخاب شناخته می‌شود. قانون اول، همان‌طور که قبلاً به آن اشاره شد الکترون باید مقدار مشخصی انرژی جذب کند تا بتواند به سطح انرژی بالاتر انتقال یابد که این انرژی معادل اختلاف انرژی بین سطح انرژی فعلی الکترون و سطح انرژی خالی و بالاتر الکترون می‌باشد. قانون دوم از اصل فرانک-کاندون پیروی می‌کند که بیان می‌کند جذب یک فوتون توسط یک الکترون و جهش بعد از آن در سطوح انرژی تقریباً لحظه‌ای و به سرعت می‌باشد. هسته اتمی که الکترون با آن مرتبط است نمی‌تواند با تغییر موقعیت الکترون در مدت زمانی مشابه الکترون سازگار شود بنابراین ممکن است هسته در پاسخ به انتقال الکترون به حالت ارتعاشی درآید که این اتفاق به دلیل بسیار سنگین تر بودن هسته نسبت به الکترون رخ می‌دهد. در نهایت نتیجه می‌گیریم که مقدار انرژی جذب شده توسط یک الکترون ممکن است به آن این اجازه را بدهد که از حالت پایه و پایدار الکترونی به حالت ارتعاشی و برانگیخته الکترونی انتقال یابد. قانون سوم قانون لاپورت است که ایجاب می‌کند دو حالت انرژی که بین آنها انتقال الکترون انجام می‌شود تقارن متفاوتی داشته باشند. قانون چهارم که مطابق ان زمانی که یک الکترون تحت یک انتقال قرار می‌گیرد، وضعیت اسپین مولکول یا اتم حاوی الکترون باید حفظ شود.

## تحریک الکترون در جامدات
انرژی و مقدار حرکت الکترون‌ها در مواد جامد را می‌توان با وارد کردن امواج بلوخ در معادله شرودینگر با شرایط مرزی تناوبی توضیح داد. با حل این معادله مقدار ویژه دسته ای از روش‌های حل به دست می‌آید که سطوحی از انرژی‌های مجاز به الکترون را توضیح می‌دهد: ساختار نوار الکترونی صفحه پایانی شامل خلاصه‌ای از روش‌هایی می‌باشد که در حال حاضر برای مدل‌سازی خواص کریستال‌های جامد در حالت تعادل به کار می‌رود، یعنی زمانی که به وسیله نور روشن نمی‌شود و کار نمی‌کند.

## تحریک الکترون توسط نور: پلاریتون
رفتار الکترون‌های تحریک شده توسط فوتون را می‌توان به وسیله شبه ذره‌ای به نام «پلاریتون» توضیح داد. چند روش برای توصیف آن‌ها وجود دارد که هر دو با استفاده از الکترودینامیک کلاسیک و کوانتومی قابل توجیه می‌باشد. یکی از روش‌ها استفاده از مفهوم است.